# 스웨덴 왕비 실비아
스웨덴 왕비 실비아(스웨덴어: Drottning Silvia av Sverige, 1943년 12월 23일~)는 스웨덴의 칼 16세 구스타프의 부인이자 현재 스웨덴 왕비이다. 결혼하기 전의 이름은 실비아 레나테 좀멀라트(독일어: Silvia Renate Sommerlath)이다. 2011년 실비아는 나사우의 조피아에 의하여 이전적으로 보유된 장기적으로 지낸 스웨덴의 왕비가 되었다.

## 어린 시절과 혈통
실비아 레나테 좀멀라트는 1943년 12월 23일 독일 하이델베르크에서 독일인 아버지 발터 좀멀라트와 브라질인 어머니 알리체 소아르스 지 톨레두 사이에서 장녀로 태어났다.
그녀는 랄프와 발터, 외르크라는 세 명의 오빠가 있는데, 셋째 오빠인 외르크는 2006년에 사망하였다. 실비아 왕비의 후원으로 세계 어린이 재단에서 운영하는 베를린 소재 '어머니-아이 하우스 외르크 좀멀라트'는 셋째 오빠의 이름을 따서 지었다. 랄프와 발터는 2010년 장녀인 스웨덴 왕세녀 빅토리아와 베스테르예틀란드 공작 다니엘의 결혼식과 2013년 차녀인 헬싱글란드와 예스트리클란드 여공작 마들렌 공주의 결혼식에 하객으로 참석했었다.
1947년과 1957년 사이에 좀멀라트 가족은 브라질 상파울루에서 살았으며 실비아는 전통적 독일어 학교인 콜레지우 비스콘지 지 포르투 세구루에서 교육받았다. 아버지 발터 좀멀라트는 제2차 세계 대전 이후, 스웨덴 철강 부품 제조업체인 우데홀름 툴링의 브라질 자회사 사장을 역임했다. 1957년 가족은 서독으로 귀국하였다.

## 경력
실비아는 스웨덴의 국왕과 결혼 전에 뮌헨에 있는 아르헨티나 영사관에서 일을 했었다. 1972년 하계 올림픽이 열린 동안 교육 호스트였고, 4년 후 오스트리아 인스브루크에서 열린 1976년 동계 올림픽에서는 프로토콜 부국장을 맡았으며, 잠시 항공 승무원으로도 근무했었다.
그녀는 통역 훈련을 받은 스웨덴어를 포함하여 프랑스어, 스페인어와 영어는 물론 자신의 모국어인 독일어와 어머니의 모국어 포르투갈어 등 6개 국어를 구사할 수 있다. 또한 스웨덴 청각 장애인들이 사용하는 국가적 수화인 스웨덴 수화에도 약간 능통하였다.

## 결혼 생활
1972년 하계 올림픽이 열리는 동안 실비아는 칼 구스타프 왕세자(훗날의 국왕 스웨덴의 칼 16세 구스타프)를 만났다. 이후의 인터뷰에서 국왕은 그들이 만났을 때 어떻게 겨우 "사진이 찍혔나"를 설명하였다. 1973년 9월 15일 구스타프 6세 아돌프의 사후, 칼 16세 구스타프가 왕위에 올랐다.
1976년 3월 12일 약혼을 공식발표하였고, 3개월 후인 6월 19일 스톡홀름 대성당에서 결혼식을 올렸다. 이 결혼식은 1797년 이래 군림하는 군주의 첫 결혼 생활이었다. 만약 자신의 조부 구스타프 6세 아돌프의 군림 동안 그가 실비아에게 결혼했다면 그는 스웨덴 왕위로 상속인으로서 자신의 지위를 잃었을 것이다. 이 일은 왕권이 왕권에게 결혼해야 한다는 것을 믿은 그의 조부의 경직성 때문이었다. 이 일은 또한 칼 구스타프의 삼촌 베르틸 왕세자가 구스타프 6세 아돌프의 사망까지 결혼을 하지 않은 이유이기도 했다.
국왕과 곧 왕비가 될 실비아의 다가오는 결혼식의 축제에서 노래가 실비아를 위하여 작사되지 않았어도 결혼식이 열리기 한밤 전에 국왕과 실비아에 의하여 참석된 축제에서 국제적으로 유명한 팝 그룹 아바가 〈Dancing Queen〉을 상연하였다.
칼 16세 구스타프와의 사이에서 1남 2녀를 두었고 9명의 손주를 두었다.

## 부친의 나치 경력 의혹

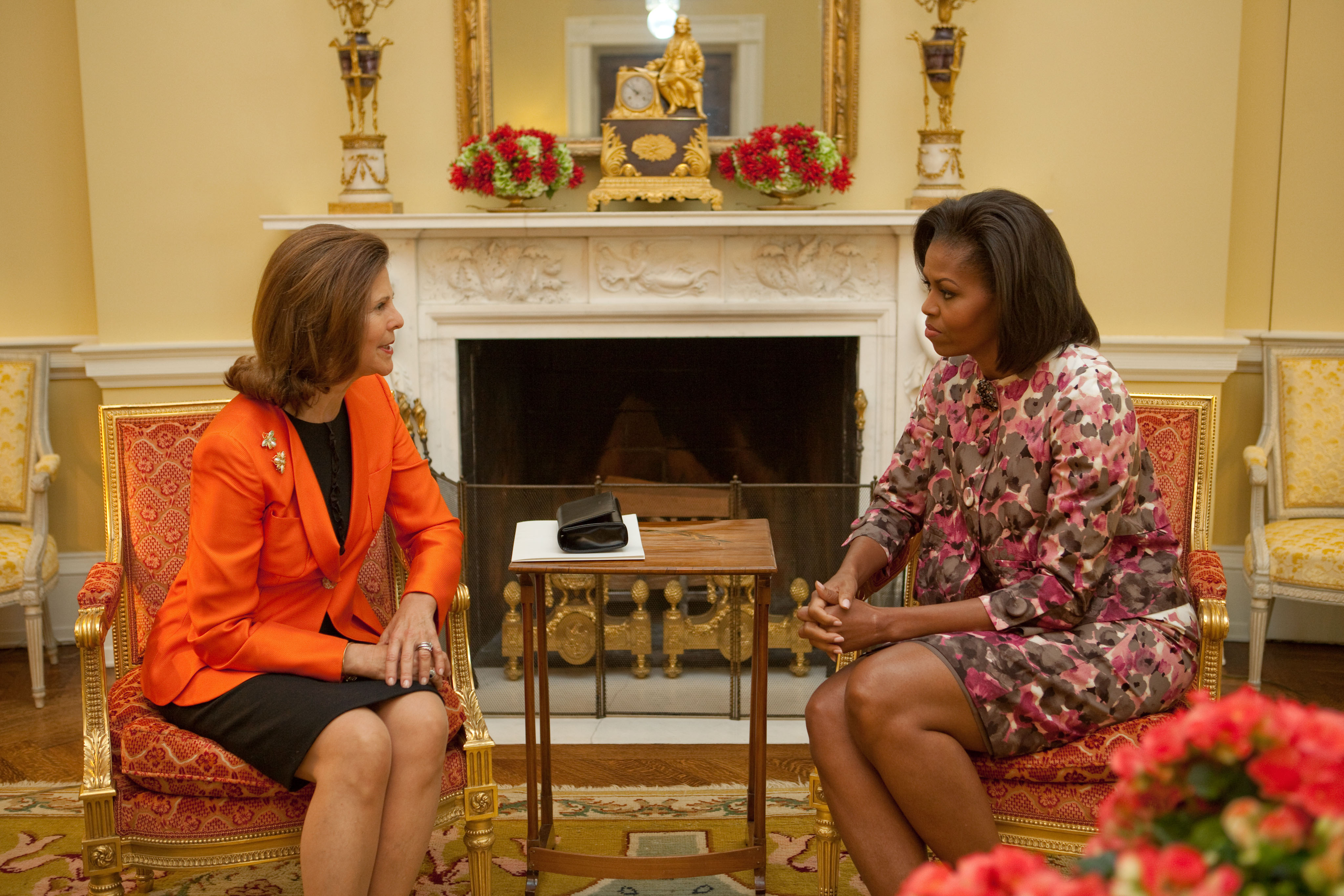
백악관에서 미셸 오바마 여사와 함께 (2009년)

2002년 왕비는 자신의 부친 발터 좀멀라트가 브라질에서 살면서 독일의 철강 회사를 위하여 일하고 있었을 때 나치당의 해외 당파 NSDAP/AO에 입당했다는 기록을 독일이 보관하는 것을 생디칼리즘 신문 아르베타렌에 기사가 발간되었을 때 국제적 호기심이 되었다.
소문들은 제2차 세계 대전 동안 좀멀라트의 일생과 경력에 관하여, 특히 그의 딸과 훗날의 스웨덴 국왕의 관계가 알려졌던 소문이 오랫동안 돌았으나 1990년 자신의 사망까지 사업가는 나치당으로 아무 연결을 부인하였다. 하지만 스코츠맨 (2002년 7월 20일)에 의하면 1938년 당시 독일에서 아리안 정책들을 통하여 좀멀라트가 "가스 마스크는 물론 전차들을 위한 부품을 포함하여 독일의 전쟁 노력을 위한 구성 요소를 생산했다는" 제철 공장의 소유자가 됐다는 것을 국가의 연구 기록들이 더욱 나가 드러냈다. 스웨덴의 언론에 그에 관한 계시가 터졌을 때 궁 대변인은 "왕비의 부친은 왕실의 일부가 전혀 아니었으며 그러므로 난 의견이 없습니다"라고 말했다.
2010년 12월 그녀는 자신의 부친의 의심되는 나치 과거에 관한 도큐멘터리를 방영한 TV4의 최고경영자 얀 셰르만에게 불평의 편지를 썼다.
실비아 왕비는 제2차 세계 대전 전문가 에리크 노르베리로부터 그가 왕실과 인연이 있었기 때문에 비판을 받은 선택에 관한 보고를 의뢰하였다. 노르베리는 공장을 차지하면서 독일로부터 탈출한 제철소의 소유자인 유대인 사업가에게 실제로 도움을 주었다고 주장하였다. 2011년 12월 스웨덴의 공영 방송 스베리예 텔레비전과 함께 채널1을 위한 인터뷰에서 실비아는 자신의 부친의 "인신 공격"에 관한 정보에 대중매체의 처리라고 불렀다.

## 자선 연루

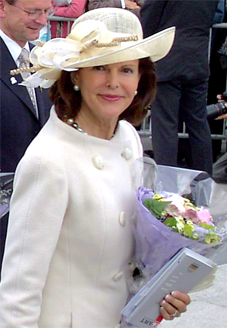
노르웨이와 스웨덴 사이의 연합 해산 100주년을 위한 기념식이 열린 동안 오슬로에서 (2005년 6월)

실비아 왕비는 특히 불우한 어린이들의 분야에서 다수의 자선 조직들에 연루되었고 인권과 아동 성 착취에 관한 몇몇의 공개 성명을 발표하였다. 자신의 주도권에 그녀는 일찍이 소아 성애 얽힘에 성적으로 학대받는 아이들에 관하여 경찰에 의하여 압수된 비디오들을 홀로 보았다. 언론으로 그녀가 한 진술들은 문제가 존재한 많은 사람들을 위하여 새로운 사실이 되었다.
그녀는 1999년 세계 어린이 재단의 공동 창립자였으며 스톡홀름에서 열린 상업적 아동 성적 착취에 대항하는 첫 세계 회의의 후원자로서 자신의 업무에 의하여 영감을 받았다. 그녀는 여러 포럼에서 기조 연설자로서 자신이 개시를 도운 지구촌 어린이 포럼에 연루되기도 했다.
그녀는 왕립 결혼 기금과 실비아 왕비 환회 기금의 의장을 포함하여 장애인을 위한 활동을 하고 있다. 1990년에는 장애인을 위한 활동으로 "독일 문화상"을 수상하였다. 또한, 그녀는 청소년기와 젊은 성인들의 마약 사용을 반대하는 일을 하는 멘터 파운데이션 인터내셔널의 명예 이사회 회원이다. 그녀는 장애인 스카웃들을 위한 기금인 세계 스카우트 재단에 의해 운영된 "실비아 왕비 기금"의 후원자이기도 하다.
치매와 삶의 끝에서 노인을 돌보는 업무로 그녀의 약속은 또한 잘 알려지고 존중을 받았다. 그녀의 주도권에 실비아헤메트가 스톡홀름에서 설립되었다. 그것은 치매를 겪는 사람들과 함께 어떻게 일을 하는 것에 병원의 직원을 교육시키는 일을 하며 또한 분야에서 연구를 시작한다.
그녀는 또한 스웨덴에서 공공 경기장으로 들어가는 난독증에 관한 화제를 가져왔다. 오랜 세월 동안 국왕이 난독증이 있다는 소문이 넓게 퍼졌었다. 저널리스트들은 그가 자신의 계승 문서를 서명했을 때 본인 이름의 철자를 틀리게 적었고, 1973년 구리 광산을 방문했던 당시 암벽에 서명했을 때도 본인 이름의 철자를 틀리게 적었다는 것을 지적했다. 1997년 스웨덴 텔레비전의 인터뷰에서 왕비가 문제를 해결했을 때 조건이 인정되었다. 그녀는 "그가 어렸을 때 국민들은 문제에 정신을 차리지 않았다."면서 "그는 그가 필요했던 도움을 얻지 않았다."고 말했다.